# Erdély TV
Erdélyi Magyar Televízió ("Televiziunea Maghiară din Transilvania"), Erdély TV sau ETV, fondată de Fundația "Janovics Jenő" este prima televiziune națională din România dedicată comunității maghiare. Hotărârea pentru lansarea postului a fost făcut de Béla Markó și Péter Medgyessy în 14 noiembrie 2003, în Budapesta. ETV-ul a fost lansată în 15 septembrie 2008 cu sediul în Târgu Mureș, iar până astăzi poate fi recepționată în multe localități ale României.

## Emisiuni
- Félidő ("Jumătate")
- Hitélet ("Viață religioasă")
- Híradó ("Știri")
- Kultúrcsepp ("Picătură de cultură")
- Napraforgó ("Floarea-soarelui")
- Piactér ("Târg")
- Retropolisz ("Retropolis")
- Többszemközt ("Față-în-față")